# Пюхя-Хяккі (національний парк)
62°50′44″ пн. ш. 25°28′21″ сх. д. / 62.84555556° пн. ш. 25.4725° сх. д.
Національний парк Пюхя-Хяккі (фін. Pyhä-Häkin kansallispuisto) — національний парк у Центральній Фінляндії. Засновано в 1956 році (розширений в 1982 році, коли до нього приєднали Котаневу) і займає площу 13 км². Його заснування планувалося вже наприкінці 1930-х років, але Друга світова війна стала на заваді.
Національний парк охороняє старовинні ліси сосни звичайної та ялини європейської, які почали зростати, коли Фінляндія ще була під владою Швеції, та болота, які складають половину площі національного парку. Національний парк є найбільшою площею пралісів, у південній половині Фінляндії. Окрім сосни та ялини варто відзначити Betula pendula, Betula pubescens, Populus tremula та Alnus glutinosa.